# Mandalawangi (Nagreg)
Mandalawangi is een bestuurslaag in het regentschap Bandung van de provincie West-Java, Indonesië. Mandalawangi telt 3871 inwoners (volkstelling 2010).